# Alt Krenzlin
Alt Krenzlin is een gemeente in de Duitse deelstaat Mecklenburg-Voor-Pommeren, en maakt deel uit van de Landkreis Ludwigslust-Parchim.
Alt Krenzlin telt 749 inwoners.

## Indeling gemeente
De gemeente bestaat uit de volgende Ortsteile:
- Alt Krenzlin
- Krenzliner Hütte
- Loosen, sinds 1-9-1973
- Lütten Kramse/Klein Krams, sinds 1 juli 1950
- Neu Krenzlin , sinds 1 juli 1950